# Glavnyj korabel'nyj staršina
Glavnyj korabel'nyj staršina (in russo: Гла́вный корабе́льный старшина́; letteralmente Seniore capo di vascello) è il più alto grado tra i sottufficiali della Marina della Federazione Russa, inferiore a Mičman (maresciallo) e superiore a Glavnyj staršina (sottufficiale capo) e corrisponde allo Staršiná (cirillico: Cтаршина́) dell'Esercito e dell'Aeronautica della Federazione russa.
Il grado è equiparabile al secondo capo scelto o al capo di seconda o di terza classe della Marina Militare Italiana.

## Unione Sovietica
Il grado era stato introdotto nella Marina Sovietica il 18 novembre 1971. In precedenza il grado più alto tra i sottufficiali era Mičman che con decreto del Presidium del Soviet Supremo del 18 novembre 1971 venne collocato a un livello gerarchico superiore. Il nuovo grado istituito di Glavnyj korabel'nyj staršina ha ereditato del vecchio grado di mičman il ruolo gerarchico e i distintivi di grado.
Il grado di mičman a sua volta era stato istituito nel 1884 nella Marina imperiale russa ed era il grado più basso tra gli ufficiali subalterni, omologo dell'attuale sottotenente delle forze armate della Federazione Russa e rimase in vigore fino al 1917 quando venne abolito in seguito alla rivoluzione d'ottobre e alla caduta dell'Impero russo.
Nella Marina Sovietica il grado più alto tra i sottufficiali era staršiná. Nel 1940 venne ripristinato nell'Unione Sovietica il grado di mičman, ma non più come grado degli ufficiali, ma come grado più alto tra i sottufficiali, prendendo il posto a livello gerarchico del grado di staršiná.
Il 1º gennaio 1972 in seguito al decreto del Presidium del Soviet Supremo dell'Unione Sovietica del 18 novembre 1971 venne reintrodotto nell'Esercito il grado di praporščik che nell'Esercito Imperiale Russo identificava i portabandiera, giovani ufficiali che in combattimento erano responsabili del trasporto e dell'integrità della bandiera di guerra del proprio reggimento (прапора, prápora). Il grado divenne il più alto tra i sottufficiali. Con lo stesso decreto nella Marina sovietica il grado di mičman venne equiparato al grado di praporščik e collocato ad un livello gerarchico più alto e venne istituito al suo posto il grado di Glavnyj korabel'nyj staršina (sottufficiale capo di vascello) che andò a ricoprire lo stesso ruolo gerarchico che fino ad allora era del grado di mičman ereditandone oltre al livello gerarchico anche i distintivi di grado.

## Russia
In seguito alla dissoluzione dell'Unione Sovietica venne ereditato nel 1991 dalla Marina russa.
| Gradi militari dell'Unione Sovietica e della Federazione Russa |                                                             |                                  |
| Grado inferiore: Glavnyj staršina (Гла́вный старшина́)           | Glavnyj korabel'nyj staršina (Гла́вный корабе́льный старшина́) | Grado superiore: Mičman (Мичман) |

Nelle Forze armate della Federazione Russa il grado di staršina, nell'Esercito e nell'Aviazione e paragonabile al maresciallo delle Forze armate italiane, mentre nella marina russa Staršiná è paragonabile al ruolo sergenti della Marina Militare Italiana e si articola su quattro livelli, anche se tuttavia il grado più alto di Glavnyj korabel'nyj staršina potrebbe essere equiparato ai capi di terza e di seconda classe della Marina Militare Italiana: 
- Glavnyj korabel'nyj staršina (OR-7)
- Glavnyj staršina (OR-6)
- Staršina 1 stat'i (OR-5)
- Staršina 2 stat'i (OR-4)

## Precedenti distintivi di grado di Glavnyj korabel'nyj staršina
|                                     | Distintivi di grado di Mičman fino al 1971 |                            |                            |
| distintivo di grado                 |                                            |                            |                            |
| Distintivo per paramano (1940−1943) | Controspallina (1943−1953)                 | Controspallina (1954−1957) | Controspallina (1957−1971) |

|                          |                          | Distintivi di grado di Glavnyj korabel'nyj staršina dal 1971 |                          |                         |
| distintivo di grado      |                          |                                                              |                          |                         |
| controspallina 1971-1991 | controspallina 1991-1994 | controspallina 1994-2010                                     | controspallina 1994-2010 | controspallina 2010 ⇒ … |

## Ucraina
Nelle forze armate dell'Ucraina, a seguito della riforma del 2016, questo grado è stato abolito, eccetto che per il personale della Marina Militare nella quale però è stata abolita nella fanteria di marina, nell'aviazione navale e tra il personale che presta servizio a terra.
Nella Marina Ucraina la denominazione del grado è Holovnyj korabel'nyj staršyna (cirillico: Головний корабельний старшина) ed è riservato solamente nel personale di coperta.